# سیارک ۴۲۱۳
سیارک ۴۲۱۳ (به انگلیسی: 4213 Njord، نامگذاری:1987ST4) چهار هزار و دویست و سیزدهمین سیارک کشف شده‌است که در ۲۵ سپتامبر ۱۹۸۷ کشف شد.
قدر مطلق سیارک برابر ۱۳٫۳۰ است.